# این عشق بود؟
این عشق بود؟ (کره‌ای: 우리, 사랑했을까؛ انگلیسی: Was It Love?) یک مجموعه تلویزیونی کره جنوبی سال ۲۰۲۰ با بازی سونگ جی-هیو، سون هو جون، سونگ جونگ هو، کیم مین-جون، کو جا-سونگ و کیم دا سوم است. این سریال از ۸ ژوئیه تا ۲ سپتامبر ۲۰۲۰ از جی‌تی‌بی‌سی برای ۱۶ قسمت پخش شد. هر قسمت پس از پخش تلویزیونی، در نتفلیکس کره جنوبی و بین‌المللی منتشر شد.

## خلاصهٔ داستان
نو ئه جونگ (سونگ جی-هیو) یک مادر تنها با غریزه قوی بقا که ۱۴ سال است که مجرد است. ناگهان، چهار مرد که به روش‌های مختلف او را مجذوب خود می‌کنند در زندگی او ظاهر می‌شوند. او قبل از بارداری با سه تن از این مردها دوستی و رابطه داشت. اوه ده هو (سون هو جون) یک مرد بد ولی جذاب است، ریو جین (سونگ جونگ هو) رقت‌انگیز اما خوش‌تیپ و پولدار است، گو پا دو (کیم مین-جون) ترسناک و جذاب است و اون یئون وو (کو جا-سونگ) یک مرد لوند جوان است.